# 藤松優
藤松 優（ふじまつ ゆう、1992年8月29日- ）は、日本の舞台女優。劇団「藤一色」所属。本名の高松優（たかまつ ゆう）名義でも活動がある。

## 経歴
- 2015年～★☆北区AKTSTAGEに入団。その後、2019年に退団[1]。
- 2019年11月に藤一色に入団[2]。

## 出演

### 舞台
- 劇団空感演人プロデュース「六畳一間で愛してる」（2016年）

- 劇団藤一色 第四色公演「夢の外で 今の中で（2016年）

- 北区AKT STAGE×錦織一清 第二弾 2017夏の本公演「寝盗られ宗介」ユウ役（2017年）
- 演劇企画ホワイトパール「負け犬どもの墓場」[3]（2017年）
- TEAM JACKPOT第１５回公演「飛べない生き物」（2017年）

- 福岡凱旋特別公演「熱海殺人事件」水野朋子婦人警官役[4]（2018年）
- 9PROJECT extra_01「フゥの見た空」[5]（2018年）
- 劇団藤一色 第七色公演「存る日」（2018年）
- 劇団藤一色 脚色公演 白「いかにも、秋の脱臼祭り」（2018年）
- 劇団空感演人プロデュース「十二人の怒れる人々」（2018年）
- 劇団藤一色 第八色公演「私のそばには芝が居る」（2018年）

- 北区AKT STAGE 2019夏の本公演「幕末純情伝」（2019年）
- 劇団藤一色 染色公演「恋愛事変」キミが、No.1☆（2019年）
- 新撰組日記「壬生のほたる」きく役（2020年）

- 劇団藤一色 脚色公演紫「デレラ～クイーン・オブ・モンスターズ～」（2020年）

### 映画
- 「食べる女」監督：生野慈朗